# 관악교통
관악교통(冠岳交通)은 서울특별시의 시내버스 회사이다. 차고지는 서울특별시 양천구 신정로7길 17 (신정동) 양천공영차고지 내에 위치해 있고, 사업자 등록은 서울특별시 관악구 신림로 98 (신림동)로 되어 있다. 계열사로는 삼화상운, 한성여객, 흥안운수, 서울교통네트웍 및 경기도 남양주시 차적의 마을버스업체인 흥안마을버스 등이 있다.

## 회사 소개
2004년 서울시내버스 개편 이전
- 1970년 4월 2일: 신촌교통에서 관악영업소를 분리독립하여 성진상운(星進商運)으로 설립
- 1974년: 사명을 성진상운(星進商運)에서 관악교통(冠岳交通)으로 변경
- 1987년: 좌석버스 51번을 한남운수에 매각
- 2000년 말: 한남운수와 공동배차로 운행하던 마을버스 10번에서 지역순환버스 496번으로 승격

2004년 서울시내버스 개편 이후
- 2004년 7월 1일: 서울시내버스 개편으로 지선버스 7개 노선으로 운행
- 2004년 10월 13일: 본사를 관악구 신림동(윤경빌딩)으로 이전
- 2005년 10월 21일: 본사를 강서구 화곡동으로 이전
- 2007년 4월 25일: 천연가스 충전소 설치 문제로 본사를 양천공영차고지로 이전
- 2009년 6월 1일: 흥안운수에 인수되어 계열사로 편입 (조성봉, 조장우 대표이사 취임)
- 2013년 9월 13일: 심야버스 N61번 신설
- 2018년 6월 19일: 회생절차개시결정 (서울회생법원 2018회합100109)

## 운행 노선
2023년 5월 13일 기준이다.
| 운행구간 | 운행노선       | 운행노선 | 운행노선         | 배차간격 (분) | 인가 대수 | 비고                                                            |
| -------- | -------------- | -------- | ---------------- | ------------- | --------- | --------------------------------------------------------------- |
| 643번    | 양천공영차고지 | ↔        | 강남역           | 7~12          | 28        | 구 5412번 변경                                                  |
| 5515번   | 금호아파트     | ↔        | 청림동현대아파트 | 5~10          | 5         | 한남운수와 공동배차로 운행한다. 구 관악구 마을버스 10번 . 496번 |
| 5519번   | 용천사         | ↔        | 우방아파트       | 10~20         | 6         | 구 관악마을 7번, 490번                                          |
| 6515번   | 양천공영차고지 | ↔        | 삼막사거리       | 4~8           | 32        | 구 94번 변경·연장. 5520번, 5614번 통합                          |
| 8541번   | 호압사         | ↔        | 강남역           | 20, 3회       | 3         | 평일, 토요일 새벽 시간대만 운행. 복편은 서울대입구역 종착       |
| N61번    | 양천공영차고지 | ↔        | 상계주공7단지    | 15~30분, 13회 | 7         | 삼화상운, 영인운수와 공동배차로 운행한다.                       |

## 미운행 노선
| 운행구간 | 운행노선                       | 운행노선 | 운행노선       | 비고                                                      |
| -------- | ------------------------------ | -------- | -------------- | --------------------------------------------------------- |
| 5412번   | 시흥동 벽산아파트, 호압사 입구 | ↔        | 강남역         | 구 289-1번. 2008년 8월 1일 폐선                           |
| 5520번   | 풍양운수 종점                  | ↔        | 경인교육대학교 | 2011년 2월 8일 5614번과 통합되어 6515번으로 변경          |
| 5538번   | 시흥동 벽산아파트, 호압사 입구 | ↔        | 보라매공원     | 구 5613번 단축. 2005년 폐선                               |
| 5613번   | 서울대학교                     | ↔        | 여의도         | 구 72-1번 단축                                            |
| 5614번   | 양천공영차고지                 | ↔        | 서울대학교     | 구 94번. 2011년 2월 8일 5520번과 통합되어 6515번으로 변경 |

## 보유 차량
KGM커머셜
- 에디슨모터스 E-화이버드
- KGM 스마트 110

현대자동차
- 현대 그린시티
- 현대 뉴 슈퍼 에어로시티
- 현대 저상 뉴 슈퍼 에어로시티
- 현대 일렉시티

하이거 버스
- 하이거 하이퍼스 EV

비야디 자동차
- BYD eBus-12

## 사진

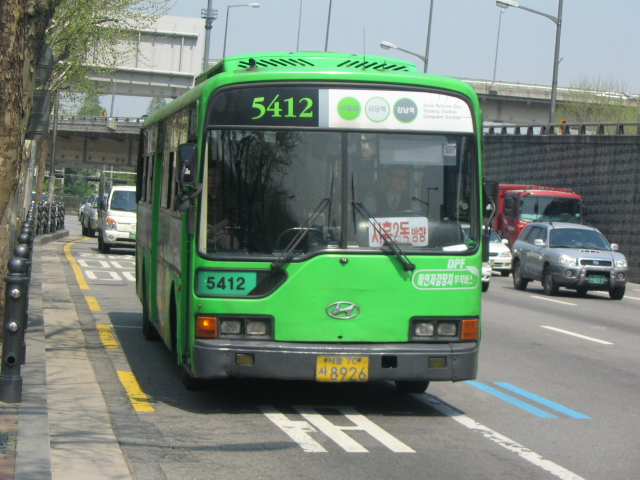
서울시내버스 구 5412번